# Révoltes tribales afghanes de 1944-1947
Les révoltes tribales afghanes de 1944–1947 ou les troubles de Khost sont une série de révoltes tribales dans le royaume d'Afghanistan par les membres des tribus Pachtounes Zadran, Safi et Mangal qui s’échelonnèrent de février 1944 à janvier 1947. Les causes des révoltes reposaient sur l'aggravation des conditions des agriculteurs, les changements dans les lois de conscription, l'élimination du pouvoir des chefs tribaux de Safi, le loyalisme des Amanullah, les monopoles commerciaux, la surveillance gouvernementale, la fiscalité et la pauvreté. Le conflit débuta lorsque les forces gouvernementales s'affrontèrent avec les forces d'un chef de tribu nommé Mazrak, qui mena la tribu Zadran en révolte. Le soulèvement de Zadran fut suivi de soulèvements supplémentaires par les Safi et Mangal, dont les premiers ont élu leur propre roi, Salemai. Faqir Ipi, un chef tribal du Waziristan (qui faisait alors partie de l'Inde britannique), s'est également battu pour la restauration de l'ancien roi Amanullah Khan aux côtés d'autres rebelles.
Le gouvernement afghan déploya des avions Hawker Hind contre les rebelles, utilisant des avions pour larguer des tracts, abattre des tribus et larguer des bombes incendiaires. Mazrak envahit le Raj britannique à la fin de 1944, avant d'être forcé de retourner en Afghanistan en raison des bombardements aériens britanniques. Au cours de son soulèvement, Mazrak fut rejoint par d'autres chefs rebelles, tels que le sultan Ahmad et Abdurrahman (surnommé « Pak »). Parallèlement, Mohammed Daoud Khan s'est battu contre les Safi dans la province orientale. La tribu Mangal s'est créée en juin 1945. Un siège de Safi de 14 jours sur Kunar Khas échoua car l'armée de l'air afghane fournit à la colonie de la nourriture et des munitions. Les Safi furent vaincus à la fin de 1946, et Mazrak se rendit le 11 janvier 1947, mettant fin aux révoltes.